# Entree (lied)
Entree is een lied van de Nederlandse zanger Nielson. Het werd in 2020 als single uitgebracht.

## Achtergrond
Entree is geschreven door Niels Littooij, Don Zwaaneveld, Lodewijk Martens en Matthijs de Ronden en geproduceerd door Martens. Het is een nummer uit het genre nederpop met effecten uit de hiphop. De zanger omschreef het nummer als een anthem over het omgaan en loslaten van bewijsdrang en het vertrouwen in je eigen gevoel. Het lied werd uitgebracht na een drukke periode van de zanger, waarin hij succes had met de single IJskoud, het album Diamant en met een theathertour. Het nummer werd uitgebracht als voorloper van een nog uit te brengen album, maar deze werd door het overlijden van de neef van Littooij uiteindelijk niet uitgebracht. 
Over de hiphop effecten in het lied vertelde de zanger dat hij veel in zijn muzikale carrière wordt beïnvloed door de hiphop. Hierom vond hij het nu ook wel toepasselijk om voor het nummer, wat volgens de zanger een strijdbare uitstraling zou hebben, een beat uit de trap te gebruiken.

## Hitnoteringen
De zanger had weinig succes met het lied in de Nederlandse hitlijsten. De Single Top 100 werd niet bereikt en er was ook geen notering in de Top 40. Bij laatstgenoemde was er wel de elfde plaats in de Tipparade.